# Олексенко Іван Іванович
Олексенко Іван Івнович (14.06.1931, с. Миколаївка Роменського району — 6.09.2004 року, Мелітополь) — письменник, член Національної Спілки письменників України (1996)

## Біографія
Народився 14 червня 1931 року в селі Калинівка Миколаївської сільської ради Роменського району Сумської області. Батько — Олексенко Іван Гаврилович у 1943 році загинув на фронті в Естонії і похований в Сінімає. Мати — Олексенко (Басараб) Наталія Іванівна самотужки виховувала сина Івана і дочку Ольгу. Дитинство Івана пройшло в місті Ромни, 1-й провулок Прокопенка. ПЕрший клас закінчив у Роменській школі № 3, а семирічну освіту здобув у залізничній школі № 34 (нині № 11) міста Ромни. Закінчив Київський технологічний інституті харчової промисловості.
З 1956 року проживав у Мелітополі. Працював начальником конструкторського бюро та заступником головного конструктора виробничого об'єднання «Мелітопольпродмаш», заступником директора з навчальної роботи машинобудівного технікуму. В останні роки життя І. І. Олексенко трудився завідувачем музею історії Мелітопольського державного педагогічного університету.

## Поезія
Перший вірш Іван Олексенко надрукував у 1960 році в мелітопольській газеті «Радянський степ». У 1992 році вийшла перша поетична збірка Івана Олексенка «Моє серце». Згодом побачили світ інші збірки віршів «На своїй землі»(1993), «Пелюстки душі», «Срібні дзвони»(1995), «Сонцекрай»(1997), «Закохався в Україну» (1999), а також книжки для дітей «Прокидаюсь рано»(1993), «Ходить вересень по саду»(1994), «Лисичка»(1996). Постійно публікувався в обласних та республіканських газетах, журналах, альманахах, зокрема, в журналах «Україна», «Прапор», «Ранок», «Донбас», «Жовтень», «Малятко», альманахах « Вітрила», «Хортиця», «Великий луг».
Основні мотиви лірики: святий образ матері, чарівні пейзажі. Мати для Івана була святою. Їй випала тяжка вдовина доля. Мужня жінка вивела з міста, окупованого німцями, двох радянських солдат, причепивши їм бороди, перевдягнувши у старечий одяг. Доброта Наталії Іванівни стала молитвою обох дітей. Іван Іванович писав портрети матері. Їй присвятив багато поезій.
```
За життя були вірші-спомини:
Пригадалися, мамо, 
Твої руки моторні.
Як пекла повоєнні 
Картопляники чорні
```

Після 1978 року, коли « догоріла..,як свічечка» печаль виливалась у віршах вдячності:
```
Ти приходиш до мене словом,
що в чар-зіллі купалося, –
українською диво-піснею.
І приносиш глечик почуттів
Таких криничних та глибоких,
Що я захлинаюся ними.
Ти приходиш до мене – вірою...
```

Образ Матері-жінки, яка «дає нам життя і яку ми кохаємо до глибоких сивин» у Івана Олексенка — найголовніший. Пам'яті «роменській мадонні», Олександрі Аврамівні Деревській, Матері-героїні, яка в тяжкі повоєнні роки виховала 48 знедолених дітей-сиріт різних національностей, присвячена поема «Слово про Деревську». Епіграфом до IV розділу взято напис з пам'ятника над могилою Матері: «Ти — наша совість, наша молитва, мамо. Земний уклін тобі. Твої діти». Ці слова сприймаються, як заповіт поета.
Його вірною подругою, «ненькою» усе життя була сестра Оля (відома в Ромнах подвижницькою працею лікар Ольга Іванівна Митюгова)
```
Тож мережу синівські листи,
Бо за неньку була мені зроду.
Твою, сестро, і вірність, і вроду
Крізь життя буду свято нести.
```

На вірші поета написано десятки пісень композиторами М. Буряком, В. Ревою, О.Нахімовичем, А. Твердохлібом, А. Хораловим, Л. Шермейстером.
З 1972 по1985 рік Іван Іванович був головою міського літературного об'єднання «Таврія». Член Національної спілки письменників України з 1996 року.
6 вересня 2004 року він пішов з життя після віжкої хвороби.
До 75-річного ювілею Івана Олексенко його дружина Тетяна Давидівна і син Олександр видали збірку «І слово це, кровиночко моя…», до якої увійшли вірші та проза, написані в різні роки життя Івана Івановича, репродукції його олівцевих малюнків.

## Книги
- Моє серце: поезії. — Мелітополь: Мелітопольська міська друкарня, 1992. — 62 с.
- На своїй землі: поезії. — Мелітополь: Мелітопольська міська друкарня, 1993. — 68 с.
- Прокидаюсь рано: вірші. — Мелітополь: Мелітопольська міська друкарня, 1993. — 40 с.
- Ходить вересень по саду: вірші. — Мелітополь: Мелітопольська міська друкарня, 1994. — 40 с.
- Срібні дзвони: поезії. — Запоріжжя: Видавець, 1995. — 64 с.
- Пелюстки душі: поезії. — Запоріжжя: Видавець,1995. — 64 с.
- Лисичк: оповідання. — Запоріжжя: Видавець, 1996. — 14 с.
- Сонцекрай: поезії. — Запоріжжя: Видавець,1997. — 128 с.
- Закохався в Україну: поезії. — Запоріжжя: Видавець,1999. — 94 с.
- «І слово це, кровиночко моя…». Вибране. — Москва: АллА Принт, 2006. — 316 с
- Літературний світовид Мелітопольщини: хрестоматія / [упоряд. Н. В. Зайдлер, О. М. Гончаренко ; за заг. ред. О. В. Бабакової]. — 2-ге вид. — Мелітополь: Вид. буд. ММД, 2010. — 488 с. — Із змісту: Іван Олексенко. [Поезії]. — C. 175—189.